# Perikles Monioudis

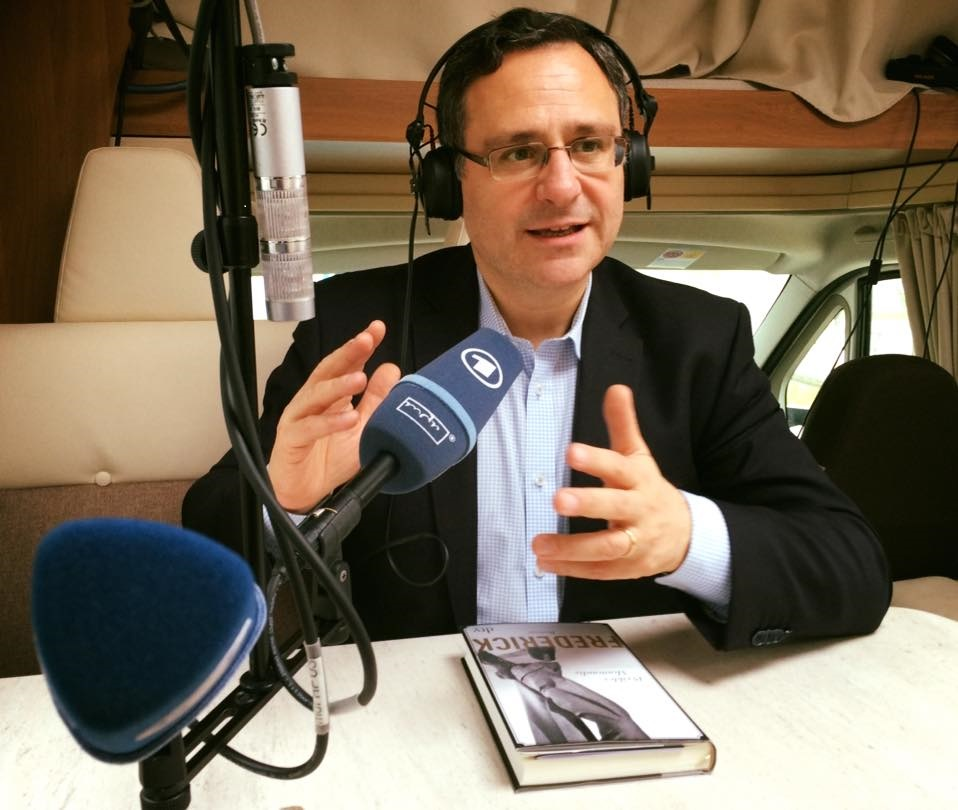
Perikles Monioudis (2016)

Perikles Monioudis (* 8. September 1966 in Glarus) ist ein Schweizer Schriftsteller, Journalist und Verleger.

## Jugend und Ausbildung
Perikles Monioudis wuchs als Sohn griechischer Eltern, die zwei Jahre vor seiner Geburt aus dem kosmopolitischen Alexandria in die Schweiz eingewandert waren, zweisprachig (deutsch und griechisch) auf. Er absolvierte alle Schulen in Glarus, machte 1987 an der Kantonsschule Glarus die Matura, schloss 1993 sein Studium der Soziologie, Politologie und des Allgemeinen Staatsrechts an der Universität Zürich ab (lic. phil. I) und promovierte später, ebenfalls an der Universität Zürich, zum Doktor der Philosophie (Dr. phil.). Von 1995 bis 2007 lebte er in Berlin.

## Schriftsteller
1991 gründete Monioudis die Autorengruppe «Netz».
Die Verwechslung, sein erster Roman, erschien 1993 und wurde mit dem Buchpreis der Stadt Zürich ausgezeichnet. Ab 1995 nahm er verschiedene Aufenthaltsstipendien wahr (Toronto, Philadelphia u. a.) und zog nach Berlin um, nachdem ihm das fünfmonatige Stipendium des Berliner Senats im Literarischen Colloquium Berlin zugesprochen worden war. Für seinen zweiten Roman Das Passagierschiff (1995) erhielt er den Preis der Schweizerischen Schillerstiftung. Für seinen Erzählband Die Forstarbeiter, die Lichtung (1996) wurde er mit dem Hermann-Ganz-Preis des Schweizerischen Schriftstellerverbandes ausgezeichnet. Er erhielt zahlreiche Stipendien und Preise. Monioudis vertrat 1998 die Schweiz an der Frankfurter Buchmesse (Gastland Schweiz) und 2001 Deutschland auf der Pariser Buchmesse (Salon du livre de Paris).
Er las und lehrte an über einem Dutzend Universitäten in den USA und in Europa. Seine Lesereisen führten ihn nach Ägypten, Belgien, Brasilien, Frankreich, Griechenland, Holland, Iran, Irland, Italien, Kroatien, Korea, Österreich, Polen, Serbien, Slowenien, Syrien, die Türkei, Ungarn sowie die USA. 2005 lehrte er am Massachusetts Institute of Technology (MIT) in Cambridge, Mass.
Perikles Monioudis lebt seit 2007 wieder in Zürich. Von 2007 bis 2013 war er Redaktor mit Zeichnungsrecht der Online-Redaktion und Redaktion der Neuen Zürcher Zeitung. Im Herbstsemester 2011/12 war er der erste Observer-in-Residence an der Zürcher Hochschule der Künste (ZHdK). Von 2013 bis 2020 arbeitete er für den Weltfussballverband FIFA, bei dem er als Chefredakteur für das FIFA-Magazin zuständig war.
Perikles Monioudis ist seit 2007 mit der Schriftstellerin Dana Grigorcea verheiratet. Aus der Ehe sind zwei Kinder hervorgegangen. Gemeinsam mit seiner Frau betreibt er seit Mai 2016 das Literatur-E-Zine Telegramme, seit Januar 2019 den Telegramme Verlag für Literatur und Sachbuch.
Monioudis ist Mitglied der Schweizerischen Gesellschaft für Soziologie, der MIT Radio Society sowie der Radio Society of Great Britain und Mitgründer des PEN Berlin.

## Publikationen

### Romane, Erzählbände
- Der Günstling der Gegenstände. Trompete, Glarus 1991; Aufbau, Berlin 1995; Rimbaud, Aachen 2006, ISBN 3-89086-617-4.
- Die Verwechslung. Rotpunkt, Zürich 1993, ISBN 978-3-85869-088-3.[2]
- Das Passagierschiff. Roman. Nagel & Kimche, Zürich 1995, ISBN 978-3-312-00204-7.
- So weit das Auge reicht. Eine Erzählung aus den Bergen. Aufbau, Berlin 1996, ISBN 978-3-351-02823-7.
- Die Forstarbeiter, die Lichtung. Zürich: Nagel & Kimche 1996; Die Forstarbeiter am Bergrand. Erzählungen. Sonderausgabe. Baeschlin, Glarus 2017, ISBN 978-3-85546-324-4[5]
- Eis. Roman. Berlin: Berlin Verlag 1997, ISBN 3-8270-0252-4; Telegramme, Zürich 2020, ISBN 978-3-907198-75-9.
- Deutschlandflug. Ein Traum. Roman. Berlin Verlag, Berlin 1998, ISBN 3-8270-0295-8; Telegramme, Zürich 2019, ISBN 978-3-907198-73-5.[6][7]
- Die Trüffelsucherin. Erzählungen. Stuttgart: Solitude 1999.[8]
- Palladium. Roman. Berlin Verlag, Berlin 2000, ISBN 978-3-8270-0374-4; Büchergilde Gutenberg, Frankfurt am Main 2000, ISBN 978-3-7632-5168-1; BTV, Berlin 2003, ISBN 3-8333-0248-8; Telegramme, Zürich 2019, ISBN 978-3-907198-74-2.[9][10]
- Die Engel im Himmel. Berliner Handpresse, Berlin 2003, GND 96889335X.
- In New York. 24. September 2001–12. Oktober 2001. Nachwort von Hendrik Rost. Atalante, Berlin 2003, ISBN 978-3-00-011261-4.
- Die Stadt an den Golfen. Thessaloniki, Berlin, Zürich, Alexandria. Nachwort von Ingo Schulze. Aachen: Rimbaud 2004, ISBN 3-89086-659-X[11]
- Das blaue Telegramm. Berliner Handpresse, Berlin 2005, GND 976683091.
- Im Äther. In the Ether. Eine poetologische Betrachtung der Wissenschaften und eine wissenschaftliche Betrachtung der Poesie. Originalausgabe deutsch-englisch. Aachen: Rimbaud 2005, ISBN 3-89086-628-X
- Freulers Rückkehr. Kriminalroman. Nymphenburger, München 2005, ISBN 978-3-485-01038-2; Naumann & Göbel Verlagsges. mbH, Köln 2006, ISBN 978-3-625-50070-4; Radioropa Hörbuch, München 2007, ISBN 978-3-86667-821-7; dtv, München 2007, ISBN 3-485-01038-3.
- Land. Roman. Ammann, Zürich 2007, ISBN 978-3-250-60112-8; dtv, München 2017, ISBN 978-3-423-14543-5.[12][13][14][15]
- Annas Carnifex. Ein Stück in fünf Bildern / Es Stugg i füüf Bilder. Baeschlin, Glarus 2010, ISBN 3-85546-224-0.
- Junge mit kurzer Hose. Erzählung. Knapp, Olten 2011, ISBN 978-3-905848-46-5.[16]
- Frederick. Roman. dtv, München 2016, ISBN 978-3-423-28079-2.[17]
- Das goldene Türchen. Eine Sage aus den Glarner Bergen / La petite porte en or. Deutsch / Französisch. tät-tät GmbH, St. Gallen 2017, ISBN 978-3-906934-14-3.
- Robert Walser. Leben in Bildern. Eine Biografie. Deutscher Kunstverlag, Berlin und München 2018, ISBN 978-3-422-07472-9.
- Azra und Kosmás. Rimbaud, Aachen 2019, ISBN 978-3-89086-304-7.
- Der tiefblaue Traum. Roman. Rimbaud. Aachen 2024, ISBN 978-3-89086-944-5.

### Essays
- Hand und Fuss. In: Freibeuter, Nr. 72, Verlag Klaus Wagenbach, Berlin 1997, ISSN 0171-9289.
- Aquatisches Deutschland. In: du, Nr. 5/1998, "Die Elbe. Fluss durch die Zeit", TA-Media AG, Zürich.
- Klausenpass rotviolettes Schiefergestein. In: Patrick Rohner (= Pro Helvetia, Fondation Suisse pour la Culture [Hrsg.]: Cahier d'artiste. Band von 1997). Verlag Lars Müller, Baden (Switzerland) 1997, ISBN 3-907044-72-X, S. 25–27 (deutsch, englisch, Download [PDF; 17,0 MB; abgerufen am 13. November 2020]).[18]

- Nachwort zu Antoine de Saint-Exupérys "Nachtflug". S. Fischer Verlag, Frankfurt/Main 2000, ISBN 3-10-071004-5.
- In New York. In: Sprache im technischen Zeitalter, Nr. 160, Dezember 2001, 39. Jhg., Berlin 2001.
- Gesundheit und Dichtung. In: Gesundheit! 10 Jahre Interlaken-Tagung der Interpharma, Interpharma, Basel 2003, ISBN 3-9522783-0-0.
- An der Grenze. Über die Zustände in meinem Land. In: Aargauer Zeitung, 15. Dezember 2004.
- Éducation digitale – Lernen und Lehren in den Künsten heute. Keynote am Hochschultag der Zürcher Hochschule der Künste ZHdK, 8. März 2012. In: NZZ Campus, April 2012.
- Die eigene Handschrift - ein Menschenrecht. In: Landolt-Arbenz, Schreiben, Papeteriekatalog. Zürich 2020.
- Satz aus Blei. In: Schweizerische Bibliophilen-Gesellschaft, Schneider-Lastin, Wolfram (Hrsg.): Bibliophilie – 33 Essays über die Faszination Buch. Wolfau Druck, Weinfelden 2021, ISBN 978-3-033-08479-7.

### Herausgeber
- Schraffur der Welt. Junge Schriftsteller über das Schreiben. Perikles Monioudis (Hrsg.). Quadriga, EconUllsteinList, Berlin 2000, ISBN 978-3-88679-343-3.[19]
- Mein Tödi. Ein Lesebuch. Perikles Monioudis (Hrsg.). AS-Verlag, Zürich 2024, ISBN 978-3-03913-060-3

### Literarische Beiträge (Auswahl)
- Rosengasse, Das Zimmer u.a. In: Walter Höllerer, Norbert Miller, Joachim Sartorius (Hrsg.): Sprache im technischen Zeitalter, Nr. 127, 31. Jhg., September 1993, S. 309 ff. Rütten & Loening, Berlin 1993. ISSN 0038-8475
- Viel hören, wenig sagen. In: Alice Vollenweider (Hrsg.): Schweizer Reise. Literarischer Reiseführer durch die heutige Schweiz. Verlag Klaus Wagenbach, Berlin 1993, ISBN 3-8031-0186-7.
- Die Tramhaltestelle. In Wespennest, Nr. 98/1995, Wien 1995, S. 75 ff., ISBN 3-85458-098-3.
- Zwei Texte (Die Gäste, Die Speisekarte). In: neue deutsche literatur (ndl), Juli/August 1995. 502 Heft, 43. Jhg., S. 130 ff. Aufbau Verlag, Berlin. ISSN 0028-3150.
- Käse und Katholiken: Geschichten zum Essen. Hrsg.: Carlo Bernasconi. Pendo Verlag, Zürich 1997, ISBN 3-85842-315-7.
- Die Engel im Himmel. In: neue deutsche literatur (ndl), Mai/Juni 1997. 513 Heft, 45. Jhg., S. 43 ff. Aufbau Verlag, Berlin. ISSN 0028-3150.
- Die Trüffelsucherin. In: Plinio Bachmann (Hrsg.): Die Schweiz erzählt. S. Fischer Verlag, Frankfurt/Main 1998, ISBN 3-596-13998-8.
- In Berlin. In: Jürgen Jakob Becker, Ulrich Janetzki (Hrsg.): Die Stadt nach der Mauer. Junge Autoren schreiben über ihr Berlin. Ullstein verlag, Berlin 1999, ISBN 3-548-24509-9.
- Der Wiedergänger. In: Frankfurter Allgemeine Zeitung, 11. November 2000, S. BS4, Berliner Seiten.
- Inkubation: In: Jana Hensel, Thomas Hettche (Hrsg.): Null. DuMont Verlag, Köln 2000, ISBN 978-3-7701-5308-4

- Junge mit kurzer Hose. In: Walter Höllerer, Norbert Miller, Joachim Sartorius (Hrsg.): Sprache im technischen Zeitalter, Nr. 158, 39. Jhg., Juli 2001, S. 166 ff. SH-Verlag GmbH, Köln 2001. ISSN 0038-8475
- In New York. In: Walter Höllerer, Norbert Miller, Joachim Sartorius (Hrsg.): Sprache im technischen Zeitalter, Nr. 160, 39. Jhg., Dezember 2001, S. 380 ff. SH-Verlag GmbH, Köln 2001. ISSN 0038-8475

- Alexandria. In: Alexandria Fata Morgana. Hrsg.: Joachim Sartorius. Deutsche Verlags-Anstalt, Stuttgart 2001.[20]
- Hochwohlgeboren! In: Roland Spahr, Hubert Spiegel, Oliver Vogel (Hrsg.): "Lieber Lord Chandos". Antworten auf einen Brief. S. Fischer Verlag, Frankfurt/Main 2002, ISBN 3-10-075118-3.
- Bestrebungen. In: neue deutsche literatur (ndl). 553. Heft, 52. Jahr. Aufbau Verlag, Berlin 2004, ISBN 3-351-03923-9.
- Die Ketten des drehenden Karussells hielt sie für Strichregen. Erzählung. cR Kommunikation (Hrsg.). Bern 2006.
- Die Originalkopie. In: Thomas Kraft (Hrsg.): Beat Stories. Blumenbar Verlag, München 2008, ISBN 978-3-936738-36-0.
- Durch die Nacht. In: Hansjörg Schertenleib (Hrsg.): Wiener Walzer. Nagel & Kimche im Carl Hanser Verlag, München 2008, ISBN 3-312-00412-8.
- Die Drei Damen oder Mein Herz. In: Literaturhaus am Inn (Hrsg.): Herz und Mund und Tat und Leben. Innsbruck 2010.
- Makedonische Fahrt. In: Bettina Spörri et al. (Hrsg.): Cinema. Unabhängige Schweizer Filmzeitschrift, 57. Jhg., Schüren Verlag, Marburg 2012, ISBN 978-3-89472-608-9.
- Jener Zehnte. In: Raoul Schrott und Jo Lendle (Hrsg.): Akzente. Zeitschrift für Literatur, Nr. 1/2016, Carl Hanser Verlag, München 2016. ISSN 0002-3957.
- Wannsee-Bootspartie. In: Zwischen den Büchern - wie mich die Liebe in der Buchhandlung traf. Hrsg.: Martina Bollinger, Rainer Weiss. Weissbooks GmbH, Frankfurt am Main 2018, ISBN 978-3-86337-173-9.
- Ich bin das Gegenteil. In: Neue Zürcher Zeitung am Sonntag, Magazin, 13. Juni 2020. https://www.nzz.ch/nzz-am-sonntag-magazin/perikles-monioudis-ich-bin-das-gegenteil-decamerone-2020-ld.1791879

## Übersetzungen (Auswahl)
- Palladium. Roman. Collection fiction étrangère. Übersetzt von Anne-Marie Geyer. Le Serpent à Plumes, Paris 2003, ISBN 2-84261-443-7. (Französisch; dt. Palladium)
- Glace. Roman. Collection fiction étrangère. Übersetzt von Céline Bocquillon. Le Serpent à Plumes, Paris 2003, ISBN 2-84261-252-3. (Französisch; dt. Eis)
- Palladio. Mythistorema. Übersetzt von Ioanna A. Apostolou. Hestia, Athen 2001, ISBN 960-05-0998-0. (Neugriechisch; dt. Palladium)
- Pagos. Mythistorema. Übersetzt von Ioanna A. Apostolou. Hestia, Athen 2002, ISBN 960-05-1052-0. (Neugriechisch; dt. Eis)
- H epistrophi tou Phroyler. Astynomiko mythistorema. Übersetzt von Spyros Moskovou. Hestia, Athen 2009, ISBN 978-960-05-1415-5. (Neugriechisch; dt. Freulers Rückkehr)
- Xira. Mythistorema. Übersetzt von Ioanna A. Apostolou. Hestia, Athen 2000, ISBN 978-960-05-1420-9. (Neugriechisch; dt. Land)
- Stous Kolpous ton Poleon. Übersetzt von Spyros Moskovou. Hestia, Athen 2009, ISBN 960-05-1219-1. (Neugriechisch; dt. Die Stadt an den Golfen)
- Libera me ex infernis. Übersetzung von Spiros Moskovou. In: Nea Estia, Nr. 1727, Band 148, 74. Jhg. s. 563 ff. Hestia: Athen 2000. ISSN 0028-1735 (Neugriechisch; Libera me ex infernis aus: Die Trüffelsucherin)
- Πτήση για τη Γερμανία. Übersetzung von Spiros Moskovou. In: Metaphrasi. Band 7, Dezember 2001. Metaphrasi: Athen 2001. ISSN 1106-5877. (Neugriechisch; Auszug aus: Deutschlandflug)
- Flight to Germany. Übersetzt von Philip Boehm. In: Chicago Review, 48: 2/3 Summer 2002. s. 200 ff. Chicago, IL, USA 2002. ISSN 0009-3696. (Englisch; Auszug aus dt. Deutschlandflug)
- Flight to Germany. Übersetzt von Robert Rockwell. In: Dimension2, A Bilingual Magazine for Contemporary-Language Literature in English Translation. Vol. 6, No. 1, 1998. s. 8 ff. Nacogdoches, TX, USA, 1998. (Englisch; Auszug aus dt. Deutschlandflug)
- The Revenant. Übersetzt von Michael Wutz. In: Dimension2, A Bilingual Magazine for Contemporary-Language Literature in English Translation. Vol. 8, No. 2 & 3, 2007. s. 234 ff. Nacogdoches, TX, USA, 2007. (Englisch; dt. Der Wiedergänger)
- Buz. Übersetzt von Fuat Yayım. Dünya edebiyatı. Doğan kitap, Istanbul 2000, ISBN 975-6719-11-7. (Türkisch; dt. Eis)
- Ülke. Übersetzung von Çağlar Tanyeri. In: Yayinevi Metropolü Istanbul'da Bes Alman Yazar. Fünf deutsche Autoren in der Verlagsmetropole Istanbul. s. 45 ff. Goethe-Institut Istanbul, 2009. (Türkisch; Auszug aus dt. Land)
- Paladijum. Biblioteka Aura, knj. 12. Übersetzt von Zlatko Krasni. Stylos, Novi Sad 2004. ISBN 86-7473-180-8. (Serbokroatisch; dt. Palladium)
- I Tagliaboschi. Übersetzt von Massimo Romano. In: Voci nostre. Vol. XXIV. s. 336 ff. Nova Edizioni, Ancona 1995. (Italienisch; Auszug aus Die Forstarbeiter am Bergrand)
- Caro Lord Chandos. Übersetzt von Viviana Chilese. In: Cenere, N.2. Autodafé. Edizioni Studio LT2. Venedig, Italien 2002. (Italienisch; Lieber Lord Chandos)
- 팔라디움, Kap. 6 + 10, In: World Literature, 34/3, s. 376 ff. Seoul, Südkorea 2004. (Koreanisch; Auszug aus dt. Palladium)
- Slika. Übersetzung von Slavo Šerc. In: Na Robu bele Tišine. s. 133 ff. Ljubljana, Slowenien 2012, ISBN 978-961-01-2269-2 (Slowenisch; Das Gemälde aus: Die Trüffelsucherin)
- Ransels. Übersetzung von Daniel de Vin. In: DWB, Dietsche Warande & Belfort, 1998/6. 143. Jhg. s. 783 ff. De bezige Bij, Amsterdam 1998. ISSN 0012-2645. (Niederländisch; Auszug aus dt. Deutschlandflug)

## Auszeichnungen
- Werkbeitrag des Kantons Glarus (1991)
- Halbes Werkjahr des Kantons Glarus (1993)
- Ehrengabe für Literatur der Stadt Zürich (1993)
- Preis für Prosa der Stadt Ancona, Italien (1995)
- Preis der Schweizerischen Schillerstiftung (1995)
- Stipendium des Berliner Senats im Literarischen Colloquium Berlin (1995)
- Werkjahr für Literatur des Kantons Zürich (1995)
- Stipendium im Ledig-Rowohlt-Haus, Château de Lavigny (1996)
- Stipendium des Süddeutschen Rundfunks im Stuttgarter Schriftstellerhaus (1996)
- Conrad-Ferdinand-Meyer-Preis (1997)
- Werkjahr der Schindler-Stiftung Glarus (1997)
- Hermann-Ganz-Preis des Schweizerischen Schriftstellerverbandes (1997)
- Stipendium des Berliner Senats im Schloss Wiepersdorf (1997)
- Stipendium des Landes Baden-Württemberg in der Akademie Schloss Solitude (1998)
- Einladung der Schweiz, sie bei der Buchmesse Frankfurt 1998 zu vertreten ("Gastland Schweiz")
- Ehrengabe der Stadt Zürich (1999)
- Rudolf-Stüssi-Preis der Schulgemeinde Glarus-Riedern (1999)
- Fellow im Ledig Rowohlt House in Omi, New York 2001
- Werkauftrag der Schweizer Kulturstiftung Pro Helvetia (2001)
- Stipendium des Istituto Svizzero di Roma a Venezia (2002)
- Einladung der Bundesrepublik, Deutschland beim Salon du Livre 2001 in Paris zu vertreten ("Gastland Deutschland")
- Writer-in-Residence am Massachusetts Institute of Technology (MIT) (2005)
- Anerkennungsbeitrag der UBS-Kulturstiftung (2006)
- Stipendium im Kunst:raum Sylt-Quelle, Rantum auf Sylt (2006)
- Werkjahr für Literatur der Stadt Zürich (2007)
- Werkjahr für Literatur der Stadt Zürich (2011)
- Erster Observer-in-Residence der Zürcher Hochschule der Künste (2011/2012)
- Glarner Kulturpreis 2017
- Arbeitsstipendium der Stadt Zürich 2024
- Werkbeitrag für Literatur des Kantons Zürich 2025

## Hochschulschriften
- Die Effektivität des Glarner Wirtschaftsförderungsgesetztes. Evaluation eines Teilbereichs. Evaluation politischer Programme: Innenpolitik. Institut für Politikwissenschaft der Universität Zürich 1990. S. 60–68.

- Bildungssystem, Legitimität und Weltmarkterfolg. Lic. phil. I UZH. Soziologisches Institut der Universität Zürich 1993.
- Éducation digitale – Lernen und Lehren in den Künsten heute. Keynote, gehalten am 8. März 2012 an der Zürcher Hochschule der Künste, am ZHdK-Hochschultag. https://medienarchiv.zhdk.ch/files/bc3c4630-acab-4f13-bcca-275c8989c7e5
- Der diachrone Telegrafist. Figurationen der Drahtlosigkeit und ihre nostalgische Prospektion. Dissertation UZH. Institut für Sozialanthropologie und Empirische Kulturwissenschaft der Universität Zürich 2024. DOI:10.5167/uzh-253361. Sowie: Kulturwissenschaftliche Technikforschung, Band 11. Chronos Verlag, Zürich 2024, ISBN 978-3-0340-1781-7